# Avanashi
Avanashi (en tamil: அவிநாசி ) es una localidad de la India en el distrito de Tirupur, estado de Tamil Nadu.

## Geografía
Se encuentra a una altitud de 329 m.s.m. a 387 km de la capital estatal, Chennai, en la zona horaria UTC +5:30.

## Demografía
Según estimación 2010 contaba con una población de 27 201 habitantes.